# Banco Central da República da China
O Banco Central da República da China (CBC; chinês :中華民國中央銀行), conhecido em inglês de 1924 a 2007 como o Banco Central da China, é o banco central da República da China (Taiwan). Seu nome legal é comum em chinês é traduzido literalmente como "Banco Central". O banco central é administrado sob o Yuan Executivo do governo ROC.
Originalmente fundado em 1924 em Guangzhou, o CBC foi expulso da China Continental pela Revolução Comunista Chinesa em 1949 e realocado para Taiwan. Ele assumiu a emissão de notas na ilha do Bank of Taiwan em 1961.
O nome em inglês do Banco Central da China foi renomeado para Banco Central da República da China (Taiwan) junto com uma série de outras renomeações sob a administração de Chen Shui-bian de corporações estatais com "China" em seu nome, como o Chunghwa Post.